# Famille de Lannion
La famille de Lannion est une famille noble éteinte, d'origine bretonne et d'ancienne extraction chevaleresque.

## Généralités
Selon la tradition, la famille de Lannion serait issue d'un fils puîné (Guyomar[réf. à confirmer]) de Juhaël ou Juhel d'Avaugour qui aurait pris, vers 1282, le nom de la ville de Lannion. La filiation ne peut s'établir avec certitude qu'à partir de Briant de Lannion, vivant en 1352.

## Membres illustres de la famille

### Les ecclésiastiques
- 1 abbé de Bonrepos et de Coëtmalouen

### Les militaires
- 2 gouverneurs de Vannes et Auray de 1624 à 1696 ;
- 2 chevaliers de Malte de 1690 à 1702 ;
- 3 lieutenants-généraux des armées du Roi depuis 1702, dont :
  - Anne Bretagne de Lannion (1682-1734), baron de Malestroit, seigneur du Cruguil, de Quinipily et de Kerbouric (par. de Servel), gouverneur de Vannes et d'Auray, chevalier de Saint-Lazare et de Notre Dame du Mont Carmel, lieutenant général des armées de sa Majesté (16 juillet 1728). Mort des suites des blessures reçues à la bataille de Guastalla le 19 septembre 1734[3].
  - son fils, Hyacinthe Gaëtan de Lannion, « Marquis de Lannion » (1719-1762), baron de Malestroit, seigneur du Cruguil et de Quinipily, lieutenant général des armées de sa Majesté (17 décembre 1759), élu président de la noblesse aux États de Bretagne de 1772 en qualité de baron de Malestroit chevalier du Saint-Esprit (2 février 1759), chevalier de Saint-Louis (novembre 1740), dernier représentant mâle de la famille, ne laissa que deux filles mariées l'une (Felicité 1745-1830) au duc de la Rochefoucault-Liancourt, l'autre (Pulchérie 1747-1801) au vicomte de Pons.

### Galerie de portraits

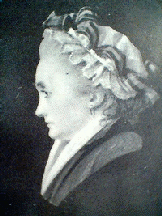
Felicité de Lannion (1745-1830), duchesse de La Rochefoucauld
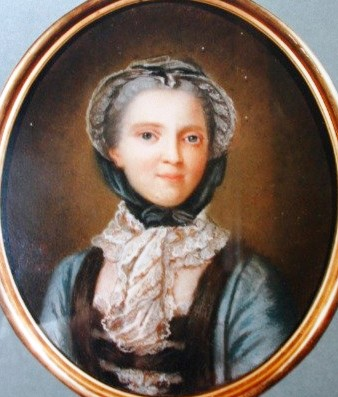
Pulchérie de Lannion (1747-1801), vicomtesse de Pons

## Arbre généalogique descendant

### Origines
Briant de Lannion, vivant en 1352, époux d'Adeline de Kergorlay, dont sont issus :
- Briant, gouverneur de Montfort-l'Amaury, qui suivit le parti de Jean de Montfort (1294-1345) contre Charles de Blois, se distingua à la prise de Nantes et à la bataille d'Auray (1364) et épousa Marguerite, dame de Cruguil, dont :
  - Jean (vivant en 1420), chambellan du duc de Bretagne, capitaine de Guérande et du Croisic, marié à Anne de Languéouëz, dame de Quinipily. De ce mariage sont issus :
    - Rolland (vivant en 1455), marié à Guyone de Grézy, dame des Aubrays, père et mère de :
      - Jean :
        - qui a continué la filiation ;

      - 2° et 3° d'Olivier et d'Yves, chevaliers du Porc-Épic et du Camail en 1480.

### Alliances notables
Les Lannion se sont alliés aux :
Famille de Kergorlay, famille de Clisson, Mornay, maison de Clermont-Tonnerre, maison de La Rochefoucauld, famille d'Agoult, famille de Kergariou…

## Titres
- Seigneurs de Portzglas, paroisse de Buhulien,
- Sgrs de Cruguil, par. de Brélévenez,
- Sgrs de Kerhamon, par. de Servel,
- Sgrs de Kerbouric, par. de Servel,
- Sgrs de Kerouc'hant, par. de Trégastel,
- Sgrs de Kercabin, par. de Plouëc,
- Sgrs de Quinipily, par. de Baud (Morbihan),
- Sgrs des Aubrays, par. de Sainte-Croix de Machecoul,
- Sgrs de Puypain, par. de Saint-Philbert-de-Grand-Lieu,
- Sgrs de la Noëverte, par. de Lanloup,
- Sgrs de Lizandré, par. de Plouha,
- Sgrs de Quélen, par. de Duault,
- Baron du Vieux-Châtel, par. de Plounévez-Quintin,
- Sgrs d'Aradon, par. de ce nom,
- Sgrs de Camors, par. de ce nom,
- Sgrs du Bois-Geffroy, de Montbarot et de la Martinière, par. de Saint-Aubin de Rennes,
- Barons de Malestroit, par. de ce nom.

## Armoiries
| Image | Armoiries de la famille |
| ----- | --- |
|       | Famille de Lannion D'argent, à trois merlettes de sable, au chef de gueules chargé de trois quintefeuilles du champ (sceau de 1569). Devise« Prementem pungo,. » |
|       | On trouve aussi Écartelé: aux 1 et 4, d'hermine, à la bordure de gueules (Bretagne-Penthièvre) ; aux 2 et 3, d'argent, au chef de gueules (Avaugour). Sur le tout : d'argent, à trois merlettes de sable, au chef de gueules, chargé de trois quintefeuilles d'argent (Lannion). |
|       | Aujourd'hui |
|       | Camors (Morbihan) a repris les armes des Lannion : Écartelé : au un, d’argent à trois merlettes de sable , au chef de gueules chargé de trois quintefeuilles d’argent (Lannion); au deux, de sable à sept macles d’argent, trois, trois et un (d'Arradon) ; au trois, de gueules à neuf besants d’or, trois, trois et trois (Malestroit) ; au quatre, d’or à trois fasces ondées d’azur, au chef de gueules (Langouez) ; sur le tout, burelé d’argent et d’azur de dix pièces, trois chevrons de gueules, le premier écimé, brochant (La Rochefoucauld). |